# Alexandros Papadiamantis
Alexandros Papadiamantis, řecky Αλέξανδρος Παπαδιαμάντης (4. březen 1851, Skiathos - 3. leden 1911, Skiathos) byl řecký spisovatel, proslul především jako autor realistických povídek. Většina z nich se odehrává na ostrově Skiathos, kde se autor narodil. Psal ale i básně. Zemřel na zápal plic.
K nejoceňovanějším pracím patří novela Fonissa (Vražedkyně), která je takřka psychologickou studií lidského zla. Pojednává o staré ženě s těžkým osudem, která jednoho dne zavraždí svou postiženou vnučku, aby dále netrpěla, čímž překročí mez a začne vraždit další své děti „ze soucitu“, aby unikly těžkému osudu danému jejich nízkým socioekonomickým postavení. Nakonec zcela zešílí.
V anketě Velcí Řekové (Megali Ellines, Μεγάλοι Έλληνες), kterou roku 2009 uspořádala řecká televizní stanice Skai TV, a která hledala největší osobnosti řecké historie, počítaje v to dějiny starověkého Řecka, se umístil na 64. místě.